# Den lille Virtuos
Den lille Virtuos er en dansk stumfilm fra 1918, der er instrueret af Alfred Kjerulf.

## Handling
Denne artikel mangler et handlingsreferat. Hjælp os med at skrive det.

## Medvirkende
- Doris Langkilde - Enkefru Ring
- Johanne Fritz-Petersen - Ysabel, enkefruens datter
- Svend Carlo Jensen - Rudolf, enkefruens søn
- Bertel Krause - Godsejer From
- Marius Egeskov - Mikael, Froms søn
- Olga Svendsen - Madame Bromberg, impresario
- Robert Madsen